# Virola subsessilis
Virola subsessilis là một loài thực vật có hoa trong họ Myristicaceae. Loài này được (Benth.) Warb. miêu tả khoa học đầu tiên năm 1897.